# 阿夫勒伊
阿夫勒伊（法語：Avreuil，法語發音：[avʁœj]）是法国奥布省的一个市镇，属于特鲁瓦区。

## 地理
阿夫勒伊（48°2'43"N, 3°59'54"E）面积10.33 平方千米，位于法国大東部大區奥布省，该省份为法国中北部省份，北起马恩省，西接塞纳-马恩省，西南至约讷省，东南至科多尔省，东临上马恩省。
与阿夫勒伊接壤的市镇（或旧市镇、城区）包括：达夫雷、拉洛日蓬布兰、蒙蒂尼莱蒙、圣法勒、旺莱。

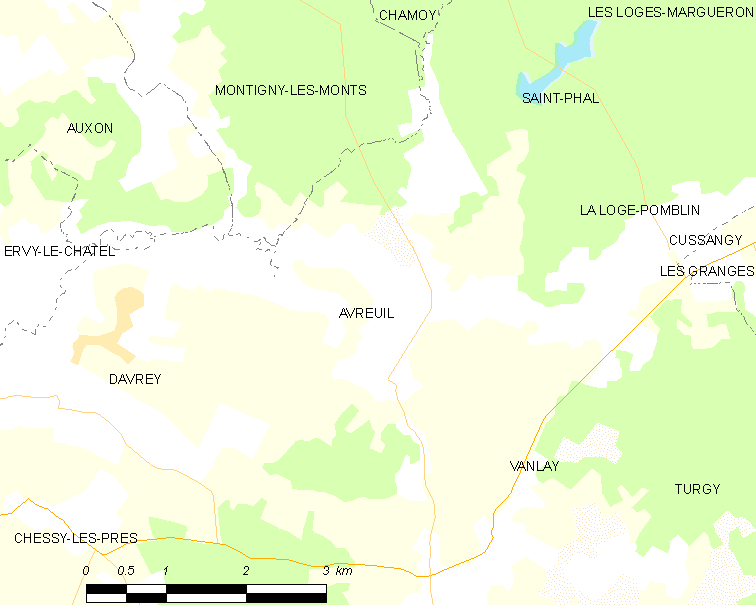
阿夫勒伊的OSM定位图

阿夫勒伊的时区为UTC+01:00、UTC+02:00（夏令时）。

## 行政
阿夫勒伊的邮政编码为10130，INSEE市镇编码为10024。

## 政治
阿夫勒伊所属的省级选区为莱里塞县。

## 人口

1962-2008年间阿夫勒伊人口变化图示

阿夫勒伊于2022年1月1日时的人口数量为168人。